# 戴阿克·费伦茨广场站
戴阿克·费伦茨广场站（匈牙利語：Deák Ferenc tér），为匈牙利布达佩斯的一个地铁车站，布达佩斯地铁1号线、2号线、3号线在此交汇。该站为一地下车站，得名于附近的戴阿克·费伦茨广场。该站为三条地铁线的换乘站，因而为布达佩斯最繁忙的地铁车站之一。

## 交通
- 公共汽车: 9, 16, 100E, 105, 178路
- 有轨电车: 47, 48, 49路